# Пур, Генри Варнум
Генри Варнум Пур (англ. Henry Varnum Poor; 8 декабря 1812 – 4 января 1905) — финансовый аналитик и основатель компании H.V. and H.W. Poor Co, которая в дальнейшем была преобразована в одно из ведущих международных рейтинговых агентств Standard & Poor's.

## Биография
Родился в Андовере, штат Мэн в семье Сильвануса и Мэри (Мэрилл) Пур:2. Стал первым членом семьи, поступившим в колледж. Окончил Боудин-колледж в 1835 году. Одним из предков Генри Варнума Пура был генерал Енох Пур, участвовавший в войне за независимость США. После окончания учебы Генри Варнум Пур начал работать в юридической фирме, принадлежавшей его дяде, и в 1838 году был принят в адвокатуру:6,10. Позднее Генри и его брат Джон открыли юридическую практику в Бангоре (штат Мэн). Братья Пур инвестировали свои средства в динамично развивающуюся лесную промышленность штата Мэн и в скором времени разбогатели. Джон Пур стал мелким железнодорожным магнатом и партнёром компании  «European and North American Railway», приняв активное участие в строительстве железнодорожной сети в штате Мэн.
В 1849 году Генри Пур стал руководителем и редактором издания «American Railroad Journal», приобретенного его братом Джоном:34. В 1860 году было опубликовано исследование Генри Пура «История железных дорог и каналов в Соединенных Штатах» («History of Railroads and Canals in the United States»), в котором он постарался собрать всеобъемлющие сведения о финансовом и технико-эксплуатационном состоянии американских железнодорожных компаний. В дальнейшем Генри Варнум Пур вместе со своим сыном Генри Уильямом Пуром основал компанию H.V. and H.W. Poor Co. и стал публиковать ежегодно обновляемые версии напечатанного в 1860 году исследования. Компания Standard & Poor's ведет свою историю с момента данной публикации.
В 1862 году Генри Варнум Пур был назначен правительственным комиссаром Henry Poor в недавно созданной компании Union Pacific Railroad и оставил свой пост редактора «American Railroad Journal». В том же году он был избран первым секретарем этой компании.:62. Спустя непродолжительное время Пур оставил компанию Union Pacific Railroad.:228.
В последние годы жизни Пур проживал в расположенной около Нью-Йорка деревне Такседо-парк, основанной его другом Пьером Лорийяром в 1886 году.
Скончался в Бруклайне в возрасте 92 лет.

## Публикации
- Henry Varnum Poor. History of Railroads and Canals in the United States (1860) (online)
- Henry Varnum Poor. Poor's Manual of Railroads (1868) (online)